# Desire (Calvin Harris & Sam Smith)
Desire is een nummer van de Schotse dj Calvin Harris en de Britse singer-songwriter Sam Smith uit 2023.
"Desire" gaat over het gevoel van verlangen over naar een ontsnapping aan de realiteit, een verlangen om meegesleept te worden in een dagdroom, om vastgehouden en niet losgelaten te worden door de persoon naar wie de liedverteller verlangt. Na hun hit Promises (2018) slaan Harris en Smith met "Desire" opnieuw de handen ineen. Harris produceerde eerder in 2023 al de hit I'm Not Here to Make Friends voor Smith. Net als op de vorige single Miracle haalde Harris ook voor dit nummer inspiratie uit de dancemuziek uit de jaren '90 en '00. "Desire" werd in een aantal landen een hit. Zo bereikte het de 6e positie in het Verenigd Koninkrijk, het thuisland van zowel Harris als Smith. Ook in het Nederlandse taalgebied werd de plaat een top 10-hit; met een 9e positie in de Nederlandse Top 40 en een 7e positie in de Vlaamse Ultratop 50.

## Tracklijst
Muziekdownload
1. "Desire" - 2:59